# Volební urna

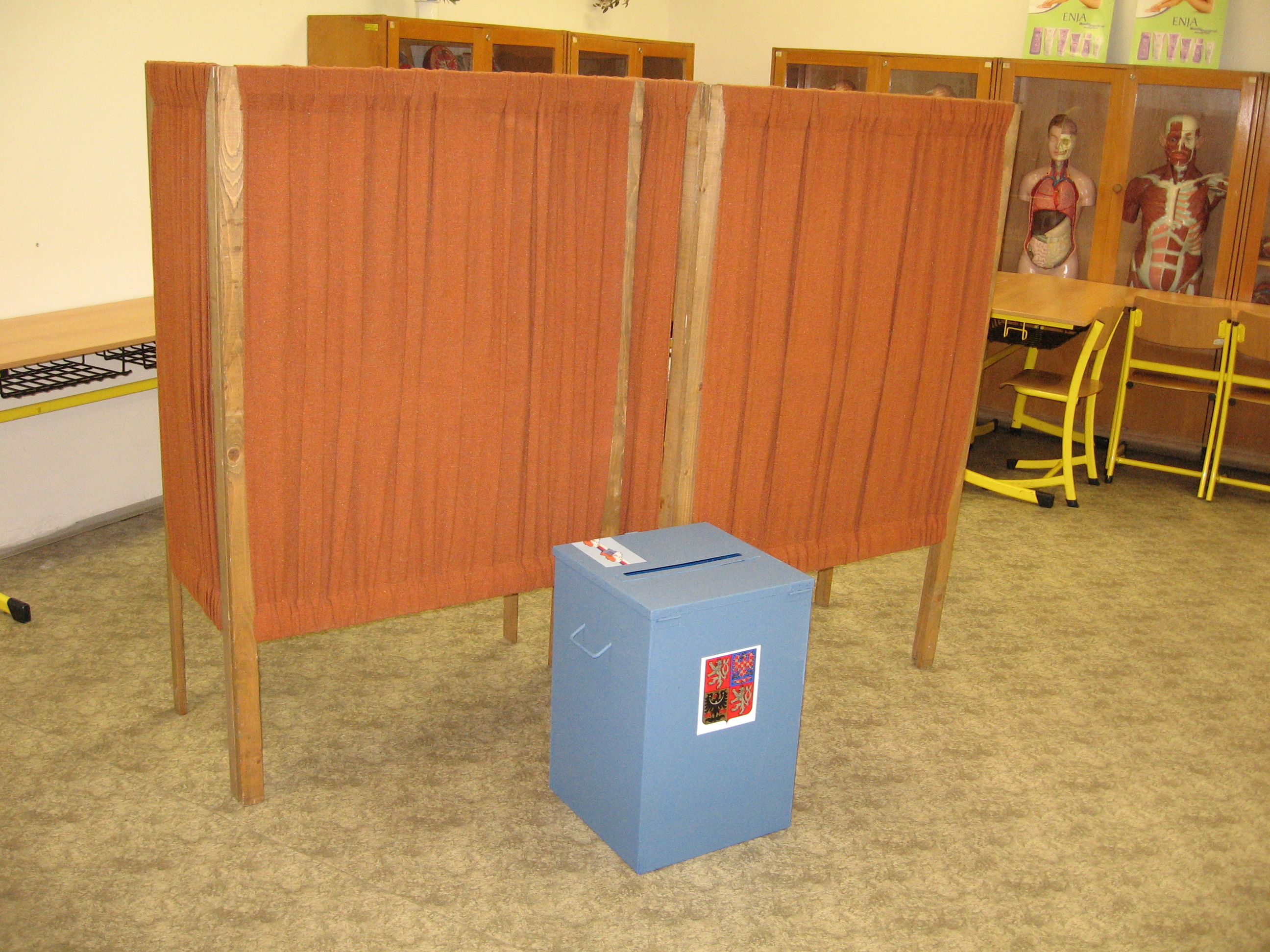
Volební urna při volbách do poslanecké sněmovny parlamentu České republiky v roce 2006

Volební urna je název pro nádobu používanou k sběru hlasovacích lístků při volbách. Během samotného hlasování je obvykle zapečetěna a lístky je možné do ní pouze vhazovat úzkou štěrbinou, nikoliv s nimi nějak manipulovat nebo je vyndavat. Někdy jsou tyto volební urny průhledné, aby bylo zřejmé, že do nich nebyly dopředu připraveny podvodné hlasy.
Obvykle se volební urny nacházejí pouze na předem určených stanovištích, kde na řádný průběh voleb dohlíží volební komise, ale v některých státech může nepohyblivá osoba předem požádat, aby jí byla urna donesena domů (což je praxe běžně užívaná při volbách v České republice).
Po skončení hlasování jsou urny otevřeny a hlasy sčítány – někdy přímo volební komisí na místě, jindy jsou urny nejdřív sváženy.
S rozvojem elektroniky jsou dnes občas volební urny nahrazovány volebními automaty či obecněji elektronickým hlasováním.